# Гусев, Алексей Викторович
Алексей Викторович Гусев (род. 11 сентября 1977, Ленинград) — российский кино- и театральный критик, киновед, педагог и режиссёр.

## Киноведение и критика

### Биография
В 1993 году закончил физико-математическую гимназию № 30 («Тридцатку»). С 1993 по 1996 год учился на математико-механическом факультете СПбГУ. В 2006 году с отличием окончил сценарно-киноведческий факультет ВГИК (киноведческое отделение, мастерская А. Золотухиной и В. Утилова). Начал публиковать статьи в 1998 году. Руководитель раздела «Мировое кино» и автор ряда статей энциклопедии «Новейшая история отечественного кино. 1986—2000». С 2003 по 2006 год — заместитель главного редактора журнала «Сеанс». Автор более 700 статей. Публиковался в журналах «Петербургский книжный вестник», «Сеанс», «Киноведческие записки», «Город 812», «Театральный Петербург», «Коммерсантъ Weekend», «Собака.ru», «Вещь.doc», газетах «Империя драмы» и «Хроника», в интернет-изданиях Colta.ru, Фонтанка.ру и др. За публикации в «Сеансе» за 2004 год получил Премию им. М. Левитина Гильдии киноведов и кинокритиков России (2006). Автор комментариев ко второму изданию книги А. С. Кончаловского «Низкие истины» (2006).
С 2012 года Алексей Гусев — член ФИПРЕССИ. Участвовал в работе жюри ФИПРЕССИ на 34-м Московском Мкф. (2012), 9-м и 16-м Мкф. в Мишкольце (2012 и 2019), 57-м Мкф. в Вальядолиде (2012), 15-м Мкф. в Братиславе (2013), 16-м Мкф. документальных фильмов в Салониках (2014), 65-м Берлинском Мкф. (2015), 13-м Мкф. «Меридианы Тихого» во Владивостоке (2015), 9-м Мкф. OffPlus в Кракове (2016), 7-м Одесском Мкф. (2016), 73-м Венецианском Мкф. (2016), 70-м Мкф. в Локарно (2017) и 28-м Мкф. в Стокгольме (2017). В марте 2015 года стал преемником Андрея Плахова на посту координатора Российской секции ФИПРЕССИ. В 2014 году был членом жюри 5-го фестиваля «Séries Mania» в Париже, в 2020 году — членом жюри 4-го Международного Арктического кинофестиваля «Золотой ворон» в Анадыре.
В 2012—2014 гг. вёл авторскую программу «Фабрика Люмьер» на радиостанции Нева ФМ, за которую получил приз «Золотое перо» в номинации «арт-критика» (2013).

### Стилистика и темы
Для киноведческих и кинокритических текстов А. Гусева характерно сочетание архаизмов и «приподнятого» эссеистического стиля с просторечными оборотами, нарочитая затруднённость манеры, обилие культурологических аллюзий и отчётливость идеологического послания, парадоксально сочетающегося с тенденцией к сугубо формалистскому анализу.
Зачем, спустившись за Эвридикой, нельзя взглянуть на неё; зачем в поисках Беатриче неизбежно оказываешься среди Люцифера и Иуды? Зачем, ища другого, отрицать и отвергать самоё себя, обрекаясь на муки отказа и утраты идентичности? Зачем, о Господи, лишь последние станут первыми, и лишь падающий — вознесётся, вознёсшийся же — падёт, пробив в мироздании воронку ада, на взгляд и на путь сквозь которую душе придётся осмеливаться?
Затем, что, оставшись на месте, испугавшись головокружения, уцепившись за карниз мира, — обрекаешь себя на предательство худшее. Единожды и дважды отречёшься; от друга, от любви. И это не теология, не дебри кенотической этики — это сюжет хичкоковского «Головокружения», продукция компании Universal. Отрекшись же, во сне — который в кино не обманывает никогда — увидишь: не другие упали, ты упал, рухнул в бездну. Потому, что не смог преодолеть страха перед ней. Держался от других поодаль: следил, глядел, наблюдал. Оставался самим собой: вуайер, трус, убийца; киношник. Не смотри, Орфей, теперь не смотри; не оборачивайся, Фродо, не гляди на дом свой, ангел; не задумывайся, Алиса, лезь в нору. Человек — он проходит сквозь стену.
Наиболее усложнённым из текстов Гусева принято считать статью «Ф как Фауст: Импровизация», написанную в подражание тексту Ф. Лаку-Лабарта «Пазолини: Импровизация».
Несмотря на многократно подчёркиваемую приверженность А. Гусева эстетике немого кино («Кино должно быть немым и чёрно-белым»), приведшую, в частности, к оживлённой дискуссии в кинокритических кругах после его «разносной» рецензии на фильм «Артист», он уделяет внимание и текущему кинопроцессу, и истории кино звукового периода, в том числе много работает в жанре «портрета». Среди кинематографистов, которым посвящены монографические статьи А. Гусева: Дэвид Кроненберг, Марлон Брандо, Вернер Херцог, Анри-Жорж Клузо, Клод Шаброль, Кен Расселл, Поль Мёрисс, Сидни Люмет, Вадим Юсов, Лоран Терзиефф, Жан-Луи Барро, Уэс Крэйвен и др.
На протяжении нескольких лет Алексей Гусев считался «ведущим автором» в российской театральной критике по деятельности театра «Комеди Франсэз», о спектаклях которого регулярно писал рецензии и обзорные статьи. Театральной критике Гусева присущи те же черты, что и кинематографической: стилевая игра, формальный анализ, затруднённость манеры, — с ещё большей степенью идеологизации текста.
Заставить зрителя «сопереживать» — значит обмануть его. Подловить и надуть. Воспользоваться тем, что Ортега благородно называл «благородной слабостью»: естественной эмпатией, автоматическим, инстинктивным откликом на чужую эмоцию. После того, как дичь устремилась на манок охотника, — выказать себя союзником. Пособником. Жертвой, согласной на употребление. Оснастить разбуженные зрительские эмоции и страсти миловидной картинкой, красивым изображением, эффектным сюжетом, в особо циничных случаях — моралью. Зритель принимается искать в спектакле то, что соответствует его желаниям, и спектакль наполняется «нечистой сиюминутностью чьей-то жизни» (по выражению Мориака), за которой — разумеется — недосуг уж разглядеть исходное, подлинное, ускользающее от времени создание… Это — во всех перечисленных нюансах — тактика кокотки. Согласной на употребление, точнее — живущей за счёт собственной употреблённости. Завлекающей, оснащающей, наполняемой сиюминутными нечистотами… «Человечность», о которой томятся критики, — идеология борделя.
Ярко обозначенная тенденциозность кино- и театрально-критического творчества А. Гусева выражается, прежде всего, в откровенном консерватизме пристрастий, ориентации на академическую западноевропейскую культуру, зачастую — в противовес традициям отечественной культуры (что особенно видно в его многолетней и последовательной полемике с основами русского психологического театра). Однако при этом неизменно положительную критическую оценку Гусева на протяжении многих лет получает, например, творчество Небольшого Драматического театра, методологически всецело включённое в «традицию Станиславского».
Кроме того, в статьях, написанных за пределами собственно критического поля и посвящённых текущим событиям в культурной политике государства или социальной рецепции культуры, стиль Гусева зачастую переходит границу между «полемическим» и «провокативным», а идеологемы по броскости и безапелляционности тяготеют к лозунгам («Ни один фильм не искажает фактов. Потому что ни один фильм просто не имеет с ними дела.», «Давайте просто вытвердим это раз и навсегда. Искусство не может сплачивать людей. Искусство всегда раскалывает общество. Искусство всегда расшатывает устои. Или это не оно.», «Подлинные консерваторы — всегда авангардисты. Проблема в том, что среди нынешних консерваторов подлинных нет.», «Премию „Оскар“ получают не „выдающиеся“ фильмы; у неё просто нет такой задачи, да и не было никогда. Премию „Оскар“ получают фильмы, удовлетворяющие критериям премии „Оскар“. Точка.»). С другой стороны, резкость подобных утверждений сочетается у Гусева с многократно подчёркиваемой ставкой на предельный объективизм анализа и объективность оценки. В частности, это утверждалось им, в качестве профессионального кредо, в рамках широкомасштабной дискуссии, проведённой в 2012 году журналом «Сеанс» о смысле кинокритики в современной культуре:
Тот, кто публично выносит заключение на основании своих личных пристрастий и вкусов и берёт за это деньги, не может именоваться иначе как шарлатаном. Мне может нравиться плохой фильм и не нравиться — хороший, и для того, чтобы не считать свой вкус безупречным, достаточно элементарного здравого смысла. Но гонорар мне платят не за личное мнение, а за экспертную оценку, и не понравившийся мне хороший фильм будет оценен по заслугам, а понравившийся плохой удостоится жёсткой критики.
С аналогичных позиций Гусев выступил и в публичной полемике с Марией Кувшиновой об ангажированности и объективности критики в 2020 году:
Если критик, приступая к рецензии, знает, какой она будет, — ему не стоит её писать. Если критику, написавшему рецензию, кажется, что она транслирует его взгляды, — её надо уничтожить и написать другую. Он потратил время впустую, запустив в мир собственную копию, послушное орудие его воли. Неистовство идеологических текстов — неистовство раба. Уверенность внеидеологических — уверенность придорожного валуна. Которым можно убить, можно замостить улицу, а можно обтесать его до безделушки: всё равно, ведь у валуна нет автора, нет и идеологии. Он объективен.

## Педагогика
С 2008 года Алексей Гусев ведёт киноведческую мастерскую в СПбГУКиТ. Выпуск первой мастерской, состоявшийся в 2013 году, ознаменовался публикацией сразу трёх дипломных работ в журнале «Киноведческие записки» со вступительной статьёй А. Гусева о принципах преподавания истории кино. С 2010 по 2014 год преподавал историю кино в Кабардино-Балкарском университете студентам режиссёрской мастерской Александра Сокурова. С 2007 по 2016 год преподавал историю зарубежного кино в Киношколе-студии «Кадр». С 2016 года преподаёт историю кино в Санкт-Петербургском филиале Школы нового кино и в Высшей школе режиссёров и сценаристов.
Педагогической деятельности Гусева, по-видимому, присущи те же радикализм метода, формализм подхода и возведённая в догму академическая основательность, что и его киноведческим и критическим статьям.
Мы смотрим всё. Не оставляя необсуждённым ни единого кадра. С десяти утра до одиннадцати вечера. […] С той самой центральной задачей обучения киноведов — «поставить глаз» — справится только немое кино. Человек, разбирающийся в л’Эрбье, не спасует ни перед Линчем, ни перед Руисом, ни даже перед Хьюстоном, — это он, в крайнем случае, как-нибудь сам. Зато можно быть уверенным: кто не поймёт прохода Кримгильды к телу Зигфрида из начала седьмой песни «Нибелунгов», тому лучше бы дела с кино вовсе не иметь. […] Слишком высоко задрана планка. И дело не в том, что они все поголовно могут её взять. А во внутренней уверенности: ниже — бессмысленно. Всё, что не на пределе их возможностей, вообще не стоит труда. «Потолок» можно повышать только так. Те, у кого он не повышается, забирают из деканата документы, — это как ударить в колокол в «Солдате Джейн». Здесь готовят спецназ.
Когда приезжал Гусев, мы готовы были сидеть сутками и ловить каждое его слово. Это было очень интересно: он не просто теорию нам давал, мы разбирали и свет, и звук, и движение камеры.
Алексей Гусев получил известность в Петербурге благодаря нескольким курсам публичных лекций по истории кино: «Кинематограф фашистской Италии» (2012), «Спасение по правилам: Религиозные мотивы в жанровом кино» (2010-12), «Раз в жизни: Режиссёрские опыты киноактёров» (2012-13), «Невиданное кино» (2013-19), «Введение в историю кино» (2013), «Кассовые кинохиты 1920-70-х годов» (2013-19), «Фотография в кино» (2014), «Столетние юбилеи былых звёзд» (2014-16), «Материя сна: Физиология фильма нуар» (2015), «Избранное кино» в доме еврейской культуры ЕСОД (2018-19). За цикл «Спасение по правилам» в 2013 году получил диплом Гильдии киноведов и кинокритиков в номинации «Sine charta».

## Режиссёрская деятельность

### Театр
Сразу после поступления в СПбГУ Гусев был принят в университетскую Театр-студию, где осуществил свои первые режиссёрские опыты и вскоре возглавил т. н. «движение независимых», противопоставлявшее свои новаторские художественные искания более академичному стилю, исповедуемому художественным руководителем студии Вадимом Голиковым и педагогами.

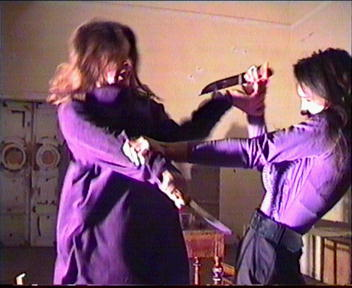
«Две сестры» (1999, Театр-студия СПбГУ, сц. и реж. А. Гусев).

Спор становился всё жарче и через час перешёл во взаимный крик: режиссёр маститый и режиссёр, ещё только «начинающий начинать», громогласно отстаивали друг перед другом свои эстетические принципы <…>. Разойдясь по разным углам студийного ринга, мы выпили корвалол: я — в первый раз в жизни, Вадим Сергеевич — вероятно, в тысячный, — но из одного флакона.

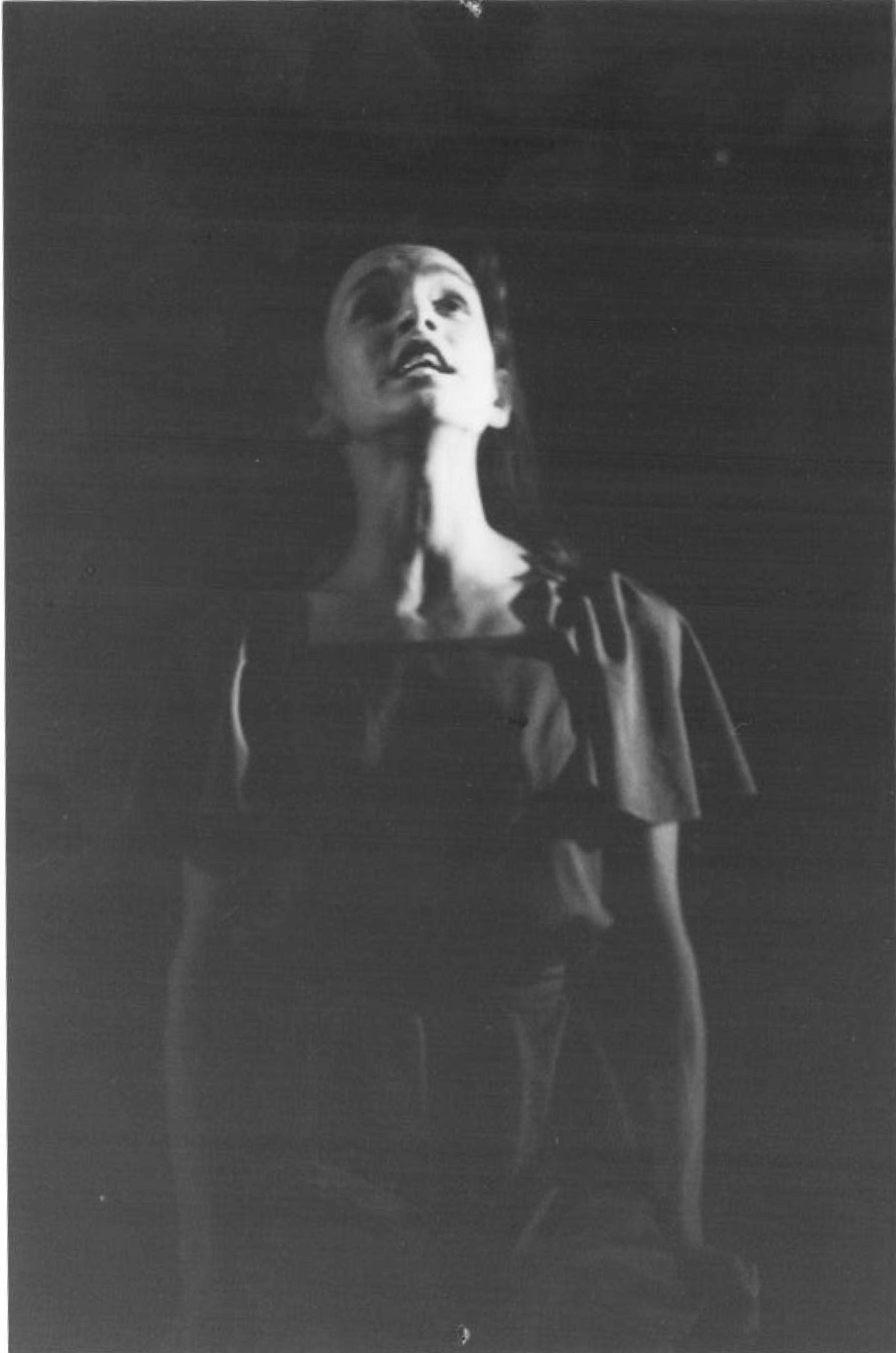
«Последнее искушение Марии» (2001, Театр-студия СПбГУ, реж. А. Гусев).

В период с 1994 по 2004 год Гусев поставил на сцене Театра-студии СПбГУ несколько десятков работ, в том числе «Надгробие Комати» Юкио Мисимы (1996), «Голодные» Уильяма Сарояна (1999), «Последнее искушение Марии» по радиопьесе Финна Хавреволла «Ласточки летают низко» (2001), а также несколько спектаклей-циклов по произведениям Даниила Хармса. Играл роли Треплева в спектакле Вадима Голикова «Искусство требует жертв?!.» (1996) и Орфея в «независимой» постановке «Эвридики» Жана Ануя в дуэте с Еленой Калининой. Написал и исполнял музыку к спектаклю «3 Садур 3» по пьесам Нины Садур «Чудная баба» и «Сила волос».

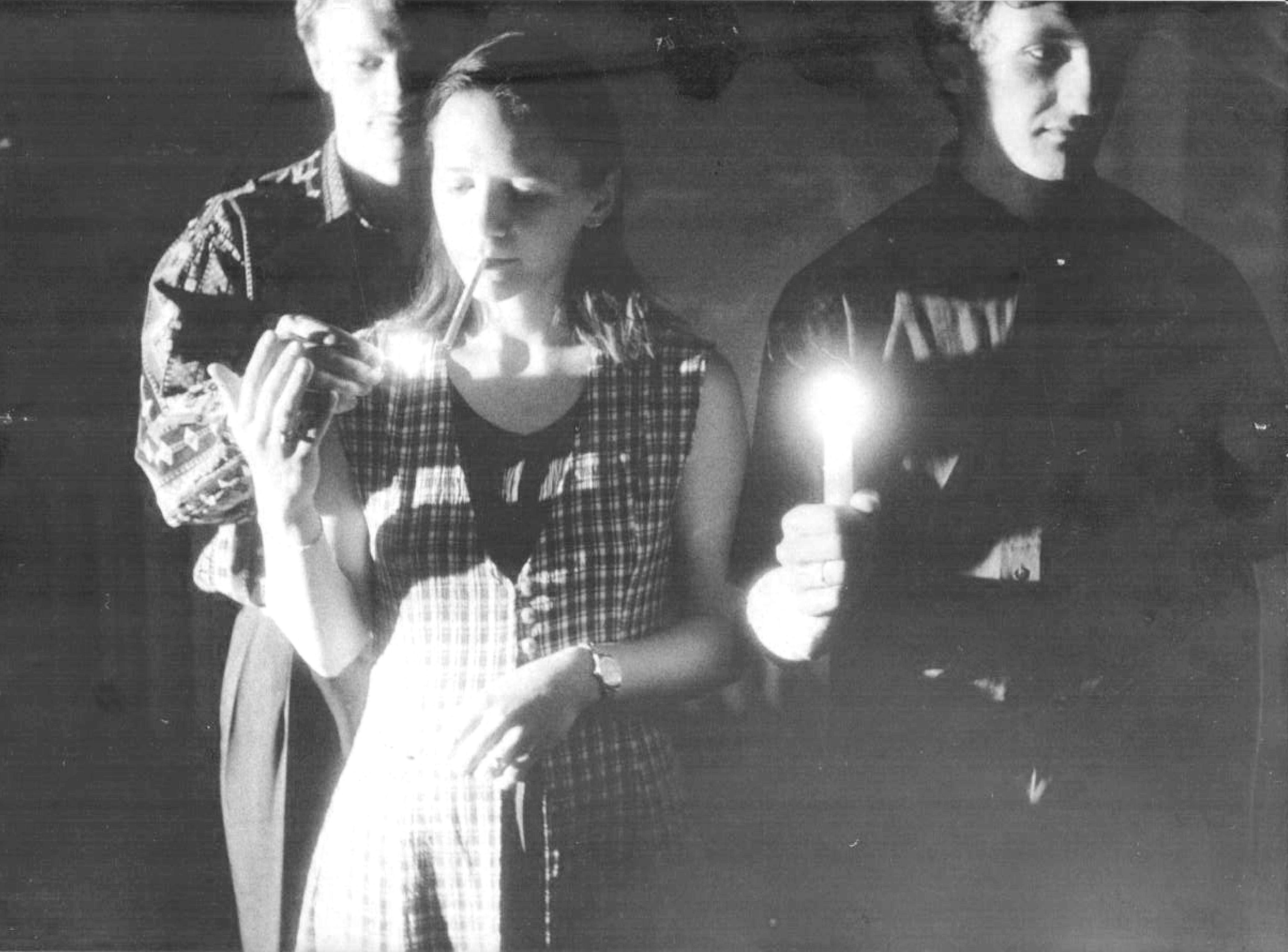
«Апокриф» (1998, Театр «СатурН», реж. А. Гусев).

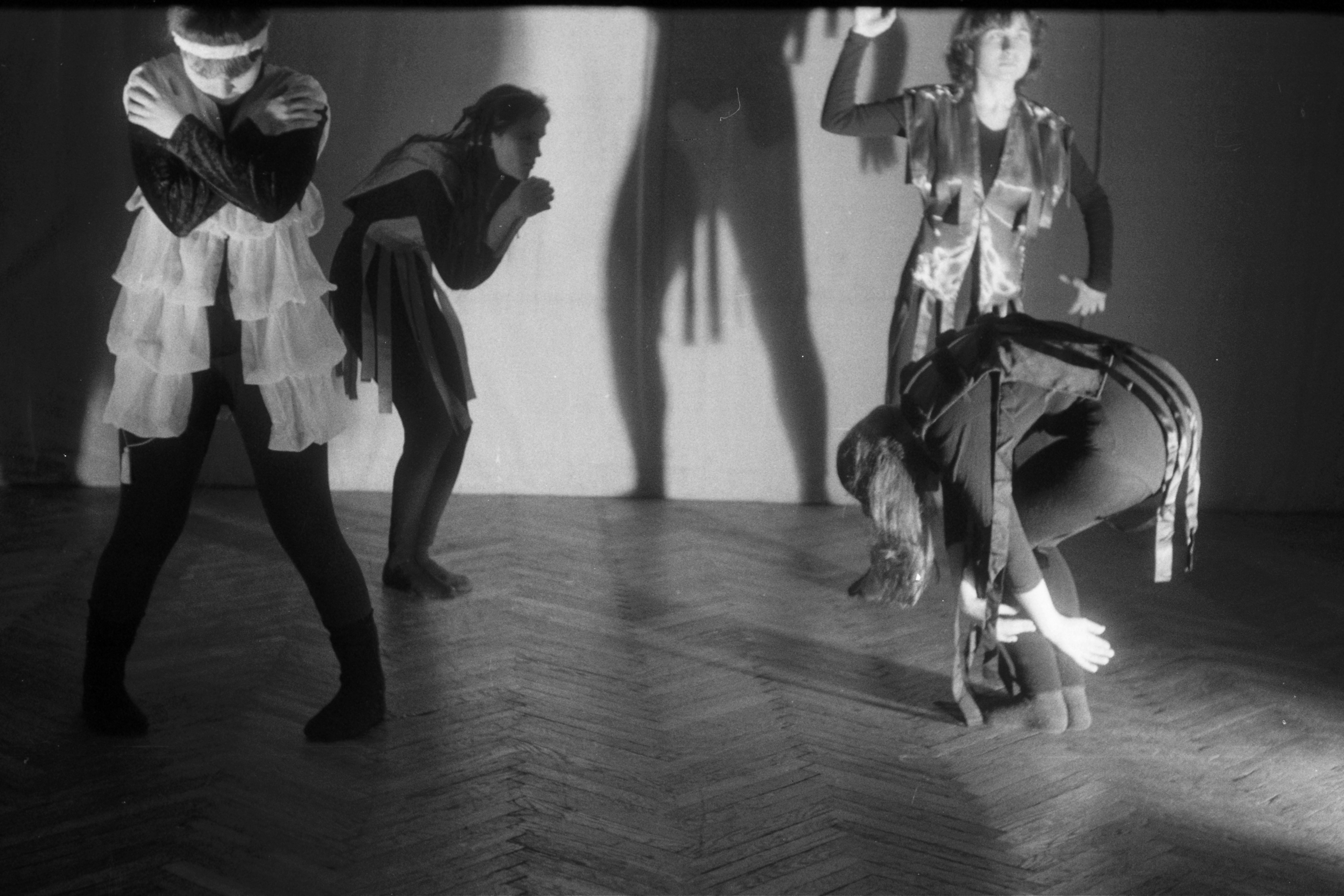
«Сад маятников» (2000, Театр «СатурН», реж. А. Гусев).

В 1997 году основал театр «СатурН», где осуществлял разработанный им метод т. н. «символического натурализма» (или «супранатурализма» — термин позаимствован из романа Ж.-К. Гюисманса «Там, внизу»), который и послужил причиной своеобразного написания названия театра. В статье «Атмосфера как знак», ставшей своего рода манифестом театра, Гусев писал о системе «перекрёстного монтажа атмосфер» как методологической основе. Среди постановок: «Respondez!, или Годы ложных движений» (1997), «Я не танцую» (1997, приз фестиваля «Рождественский парад» за лучшую женскую роль), «Апокриф» (1998), «Сад маятников» (Woodland Rhyme, 2000, по произведениям У. Б. Йейтса), «Магия власти» (2001, лауреат I степени на 1-м фестивале «Музыкальная радуга»), «Сон дома» (2004, по стихотворению Эудженио Монтале), «Пустыня дня» (2006), «Зеркальная летрилья» (2006, по стихотворению Франсиско де Кеведо), «Сговор на крови» (2007, по пьесе Р. М. дель Валье-Инклана).
«Пустыня дня» (звучит претенциозно, зато по делу) определена как перформанс, но по тайной сути своей является — о, мой Бог! — практически всамделишной полулитургической драмой. Здесь по пустой сценической площадке шествуют четыре ангела (с умытыми личиками школьниц-отличниц), здесь на ступенечке примостился Бог (его играет девочка в чёрной шубке). Здесь за полчаса вам расскажут историю страдания и преображения одинокой Души. Душу, разумеется, тоже играет девочка в белом платьице. Но вам не дадут сосредоточиться на кружавчиках, поскольку в глазках девочки полыхает такой неподдельный фанатизм, что всё умиление снимет, как рукой. На этом контрасте безыскусной простоты средств и почти экстатической эмоциональной насыщенности отдельных эпизодов и сделан спектакль Алексея Гусева. И когда в финале действа из пронзённого кинжалом апельсина струёй хлынет кровь на белое платье, и героиня забьётся в предсмертной агонии, ход этот покажется одновременно и разяще точным, и смутно ожидаемым. Так бывает, когда подключаются глубинные пласты театральной памяти.
Спектакли театра «СатурН» участвовали во многих петербургских фестивалях независимого искусства (Международные фестивали экспериментального искусства в ЦВЗ «Манеж», Международный фестиваль КУКART, Международный фестиваль танцевальной импровизации и перформанса «Движение и цвет» и др.). В 2007 году Гусев объявил о прекращении деятельности театра.

### Кино

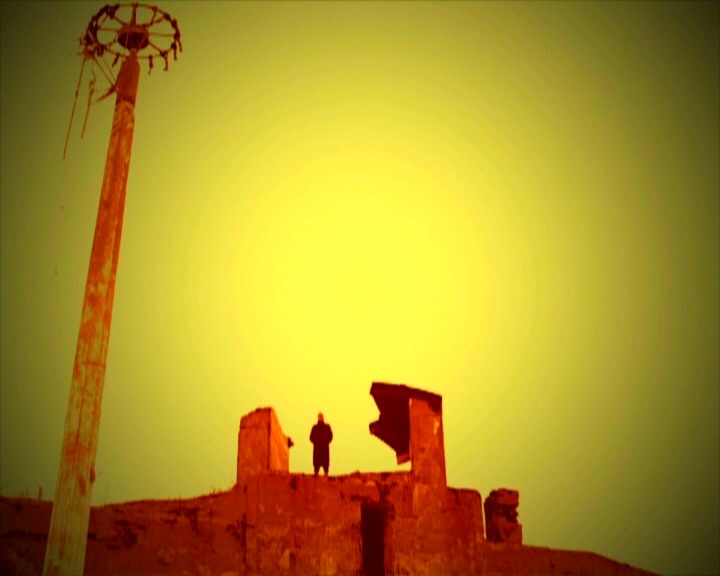
Кадр из фильма «Список кораблей» (2008, реж. А. Гусев).

В 2008 году Алексей Гусев выпустил монтажный неигровой фильм «Список кораблей», являющийся экранизацией лекции Аркадия Ипполитова "«Корабль дураков» Иеронима Босха и «Броненосец „Потёмкин“» Сергея Эйзенштейна", годом ранее прочитанной студентам СПбГУКиТ. Фильм состоит из фрагментов более чем сотни классических кинолент, а также из музыкальных и живописных произведений на тему корабля, перемежаемых небольшим количеством собственных съёмок (оператор Павел Костомаров) с участием самого лектора. Фильм существует в двух версиях: «продюсерской» и «авторской», которые отличаются метражом (52 и 70 минут соответственно) и звуковым оформлением собственных съёмок: в «продюсерской» версии звучит посвящённая Аркадию Ипполитову музыка Леонида Десятникова, в «авторской» — стихи разных поэтов о кораблях в исполнении Николая Мартона. Продюсерская версия была показана на 19-м фестивале документального кино «Россия» и получила разноречивые отклики: жюри ВКСР вручило фильму приз «За успешное начало в кинематографе», тогда как критик Виктор Матизен нашёл, что в «Списке кораблей» «компоненты хороши по отдельности и плохи вместе». Авторская версия была впервые показана на международной конференции «Input» в Варшаве (2009), а затем получила Гран-при в разделе неигрового кино на 3-м Мкф. «Синемарина».